# Ожигов, Юрий Игоревич
Юрий Игоревич Ожигов (род. 29 марта 1958, Волгоград) — российский математик, профессор факультета вычислительной математики и кибернетики МГУ.

## Биография
В 1974 году окончил школу №179 в Москве.
В 1979 году окончил механико-математический факультет МГУ.
В 1982 году окончил аспирантуру по кафедре математической логики и теории алгоритмов механико-математического факультета МГУ.
Кандидат физико-математических наук (1983), тема диссертации «Уравнения с двумя неизвестными в свободной группе» (научный руководитель С. И. Адян).
Доктор физико-математических наук (2000), тема диссертации «Память и время квантовых и недетерминистических вычислений».
По окончании аспирантуры работал в должности младшего научного сотрудника в ЦНИИпроект. Затем находился на преподавательской работе: ассистент в Московском текстильном институте; старший преподаватель, доцент, профессор в СТАНКИНе.
С 2000 года работает в Физико-технологическом институте РАН в должности ведущего научного сотрудника.
В 2000 году прошёл стажировку в лаборатории Белла (США).
С 2001 года работает в Московском университете в должности профессора кафедры суперкомпьютеров и квантовой информатики факультета вычислительной математики и кибернетики.
В 2013 году присвоено звание профессора.

## Область научных интересов
Программные комплексы для моделирования квантовых систем, квантовые компьютеры, математический аппарат квантовой механики . Автор ряда нижних оценок для сложности квантовых вычислений, модернизации квантовых алгоритмов перебора и реалистической модели фермионных вычислений. В 2010 году вышла книга Юрия Ожигова «Конструктивная физика» (ISBN 978-5-93972-836-2) .

## Научная деятельность
Юрием Ожиговым получены нижние оценки квантовой сложности алгоритмов интерационного типа и перебора, предложена простая схема фермионного компьютера, управляемого туннелированием. Он предложил модификацию квантовой теории на основе конструктивной математики, а также методы моделирования квантовых систем многих частиц.
Читает на ВМК МГУ курсы лекций: «Квантовые вычисления»,  «Квантовая физика кубитов», «Моделирование квантовых систем», ведёт семинар «Квантовая информатика» и спецсеминар по моделированию.
Автор около 90 научных публикаций, в том числе:
- Ozhigov Y.I. Amplitude quanta in multiparticle system simulation, Russian Microelectronics, 2006, 35, 1, 53-65.
- Ozhigov Y.I., Realistic models of fermionic quantum computations, Proceedings of the conference "Quantum information processing and decoherence", Les Hauche, 27-31 April 2004, Proceedings of DEICS.
- Ozhigov Y.I., Quantum recognition of eigenvalues, structure of devices and thermodynamical properties, ZhETF, 2003, vol. 123, iss. 2, pp. 384–398.
- Ozhigov Y.I., Fedichkin L.E., Quantum computations with fixed interaction is universal, Pis'ma v ZhETF, 2002, vol. 76, iss. 10, pp. 746–751.
- Ozhigov Y.I. Quantum recognition of logical formulas, Dokl. RAN (RAS), ser Informatics, 2000, 10 (10), pp. 1234–1239.
- Ozhigov Y.I. Quantum computers speed up classical with probability zero, Chaos, Solitons and Fractals, 1999, 10, 1147-1163[3].
- Ozhigov Y.I., Lower bounds of a quantum search for an extreme point, Proc.R.Soc.Lond. A 1999, 455, 2165-2172[4].